# Драгуш
Драгуш (болг. Драгуш) — село в Благоевградской области Болгарии. Входит в состав общины Петрич. Находится примерно в 16 км к северо-западу от центра города Петрич и примерно в 56 км к югу от центра города Благоевград. По данным переписи населения 2011 года, в селе  проживало 32 человека, преобладающая национальность — болгары.

## Население
| Год     | 1934 | 1946 | 1956 | 1965 | 1975 | 1985 | 1992 | 2001 | 2011 |
| ------- | ---- | ---- | ---- | ---- | ---- | ---- | ---- | ---- | ---- |
| Жителей | 268  | 348  | 381  | 165  | 93   | 87   | 81   | 46   | 32   |

|  |